# Crisi finale: La Legione dei 3 mondi
Crisi finale: La Legione dei 3 mondi (Final Crisis: Legion of 3 Worlds), è una miniserie a fumetti in 5 numeri, scritta da Geoff Johns e disegnata da George Pérez, pubblicata dalla DC Comics tra il 2008 e il 2009. La miniserie è collegata a Crisi finale.
La storia vede Superman e la versione successiva a Crisi infinita della Legione dei Super-Eroi allearsi con le loro controparti post-Ora zero e "Terzo rinnovamento" al fine di sconfiggere Time Trapper e una nuova incarnazione della Legione dei Supercriminali guidata da Superboy-Prime. Con essa si conclude il ciclo di rinnovamento di tre anni della Legione, dopo la The Lightning Saga in JLA/JSA e la storia Superman and the Legion of Superheroes presentata in Action Comics.

## Premessa
L'espressione "Legione dei 3 mondi" fu precedentemente utilizzata da Superman durante il crossover Lightning Saga. Superman utilizzò questo termine per descrivere "una delle più grandi avventure della Legione". Affermò che la piena storia di questo evento non fu documentata perché nessuno dei Legionari ricordava con esattezza cosa fosse accaduto. Successivamente Brainiac 5 menzionò che l'avventura aveva qualcosa a che fare con i Gemelli Tornado. Il Legionario Star Boy (correntemente un membro odierno della Justice Society of America sotto il nome di Starman) alluse a questo incontro, dicendo che incontrò "un altro Thom ed un altro Thom", e menzionò brevemente alla velocista post-Ora Zero XS, affermando che aveva una cotta per Superman.
Geoff Johns rivelò in un'intervista che XS sarebbe comparsa in Legione dei 3 Mondi e rese chiaro che questa serie, e la miniserie The Flash: Rebirth, che scrisse con Ethan Van Sciver come illustratore, riprenderà le discussioni lasciate in sospeso nella Lightning Saga, dicendo "Ovviamente, una delle cose più grandi in "Lightning Saga" a cui ancora non abbiamo fatto accenno è l'asta cosmica e tutto ciò che ne riguarda. Questa sarà la trama centrale della serie".
In Action Comics n. 864, Batman si riferì alla comparsa delle diverse Legioni nel presente (la squadra pre-Crisi sulle Terre infinite, l'incarnazione post-Ora Zero, e la versione del terzo rinnovamento), e credeva che il futuro era in continuo cambiamento.

## Trama
Time Trapper, dopo molti tentativi infruttuosi di rimuovere Superman dalla storia, ritrovò un Superboy-Prime perso nel tempo e lo inviò nella Smallville del XXX secolo. Superboy-Prime si infuriò dopo aver appreso il suo minimo impatto nella storia, mentre Superman rimaneva una figura altamente influenzabile addirittura 1000 anni dopo la sua comparsa. Andò quindi su Takron-Galtos e liberò tutti i nemici della Legione dei Super-Eroi e li guidò in una massiccia Legione dei Supercriminali con il piano di distruggere tutto ciò che fu ispirato da Superman, inclusa la stessa Legione dei Supereroi e i Pianeti Uniti. I criminali viaggiarono fino al Mondo dello Stregone per reclutare Mordru prima di continuare sulla Terra, uccidendo la Lanterna Verde Rond Vidar. Nel frattempo, Time Trapper osservò l'assassinio del finanziatore della Legione, R. J. Brande.
La Legione dei Supereroi, devastata dalla perdita di Brand, vennero a conoscenza dell'evasione di massa da Takron-Galtos, così convocarono Superman perché desse loro il suo aiuto. Mentre Superman guidava la Legione in una battaglia contro i criminali, Brainiac 5, che fu avvisato precedentemente dell'invasione di Superboy-Prime dalle premonizioni di Dream Girl, mise in moto un piano di contingenza contro Superboy-Prime che avrebbe coinvolto tre dei maggiori nemici di quest'ultimo.
Primo, Brainiac 5 inviò Mon-El e Shadow Lass a recuperare il corpo di Rond Vidar e scortarlo su Oa e reclutare la nemesi di Prime, l'immortale Sodam Yat (l'ultimo Guardiano dell'Universo), nella guerra. Poi, inviò tre Legionari nella Smallville del XX secolo per cercare una ciocca di capelli del giovane Lex Luthor e chiese a Starman di recuperare un corpo che giaceva in una tomba nel XXI secolo. Lo stesso Brainiac 5 si avventurò nella vecchia base della Justice League of America e utilizzò la vecchia "palla di cristallo di connessione del Multiverso" per convocare le Legioni da due universi paralleli, l'universo 247 (la Legione "rinnovata") e l'universo Prime (versione del "terzo rinnovamento" della Legione), la maggior parte di cui si alleò nella battaglia principale contro la Legione dei Supercriminali.
Poi, Brainiac 5, con l'aiuto delle sue due controparti, utilizzò l'asta cosmica (ripotenziata nella Lightning Saga) più la corsa di XS sul tapis roulant cosmico potenziato dalle varie incarnazioni dei gemelli Ranzz per resuscitare un altro nemico di Superboy-Prime dalla Forza della velocità: Bart Allen, alias Kid Flash. Brainiac 5 spiegò che la squadra di Legionari andata recentemente indietro nel tempo avrebbero utilizzato l'asta cosmica per "imbottigliare" l'essenza di Bart Allen prima della sua morte per mano dei Nemici.
Mentre Bart si univa alla battaglia contro Superboy-Prime, Brainiac 5 e la sua squadra viaggiarono fino alla Fortezza della solitudine di Superman per la fase finale del suo piano. Ritrovarono una crisalide Kryptoniana di guarigione che fu seppellita sotto il ghiaccio per 1000 anni, piazzata lì dallo Starman del XXI secolo. Il ciuffo di capelli di Lex Luthor fu piazzato nella crisalide e il dispositivo riportò in vita Conner Kent, alias Superboy, che attaccò immediatamente il suo assassino, Superboy-Prime.
Nel frattempo, Superman e i 3 fondatori della Legione (Lightning Lad, Saturn Girl e Cosmic Boy) furono portati nel centro della battaglia, alla fine del tempo da Time Trapper, che si rivelò essere un Superboy-Prime più maturo. Il Superboy-Prime adulto rivelò che divenne un'anomalia che non poteva essere eliminata dopo essere stata deviata nel multiverso dai Guardiani dell'Universo e divenne il solo sopravvissuto di tutto il creato. I Legionari fondatori utilizzarono i portali temporali per convocare le multiple Legioni da tutto il Multiverso, che riuscirono poi a sconfiggere Time Trapper.
I Legionari fondatori e Superman ritornarono nel XXXI secolo con un Time Trapper guarito, che affrontò il suo sé più giovane. Rifiutando di credere che quello fosse lui, Prime gli diede un pugno, e il contatto tra i due causò un'esplosione che li fece scomparire entrambi. I tre Brainiac rivelarono che il Time Trapper che la Legione conosceva non esisteva più in quanto il futuro fu rimesso nel giusto ordine quando Superboy-Prime colpì il suo sé adulto.
Quando la battaglia terminò, la Legione dell'Universo 247, il cui universo fu perso nella seconda Crisi, decise di viaggiare nel Multiverso alla ricerca di altri sopravvissuti dispersi, con Ferro Lad che rinominò il gruppo i nuovi Wanderers. XS e Gates decisero di rimanere indietro e di unirsi alla Legione. Brainiac rivelò alla Legione del "terzo rinnovamento" che essi provenivano dall'universo-Prime (casa di Superboy-Prime) dopo che l'universo-Prime fu ricreato nella seconda Crisi. Le due Legioni partirono, mentre Superman fece ritorno al XXI secolo con Superboy e Kid Flash.
Nel frattempo, un Superboy-Prime apparentemente senza poteri si risvegliò nella sua Terra Prime ora rinata. Si riunì con i suoi genitori e la sua ragazza, Lori, che erano tutti inorriditi da ciò che lui era diventato, avendo tutti letto i fumetti che comparvero fin da Crisi sulle Terre infinite. Superboy-Prime pianificò il suo ritorno dalla spaventosa cantina dei suoi genitori, rimarcando le parole "Non si sbarazzeranno mai di me. Sopravviverò in eterno".